# Falster
Falster è un'isola della Danimarca sud-orientale, tra il Cattegat e gli stretti danesi, con una superficie di 514 km² e 42 544 abitanti (al 1º gennaio 2013). Appartiene amministrativamente alla regione della Selandia ed è interamente compresa nel territorio comunale di Guldborgsund. La costa di Gedser Odde, nei pressi di Gedser, è il punto più meridionale della Danimarca.

## Geografia

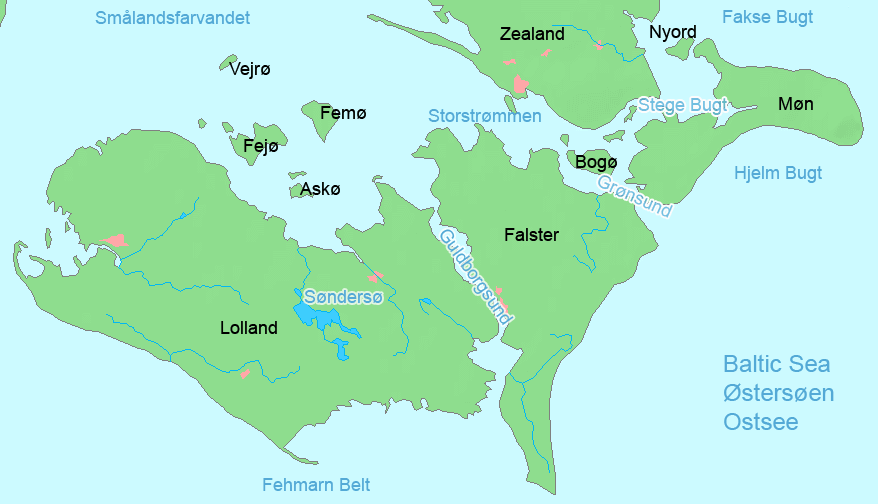
Le isole Sydhavsøerne, tra cui Lolland, Falster e Møn.

### Morfologia
Con i suoi 514 km², l'isola di Falster è la sesta della Danimarca per estensione. Essa fa parte di un gruppo di isole situate a sud dell'isola maggiore di Sjælland (o Selandia) conosciuto con il termine danese di Sydhavsøerne ("isole del mare del sud"), a cui appartengono anche Lolland e Møn.
Il punto più alto dell'isola è Bavnehøj vicino Nørre Vedby (44 m s.l.m.), questo tuttavia è una collina artificiale eretta per segnalazioni per i naviganti. La massima elevazione naturale dell'isola è invece Ulbjerg (43 m) a poche centinaia di metri da Bavnehøj.
La superficie dell'isola, ricca di morene, kettle hole e creste, è stata plasmata dal ritiro dei ghiacci durante le ere glaciali. Il sud dell'isola invece deve il suo aspetto alle dighe e opere idriche realizzate a partire dal 1522, durante il regno di Cristiano II, con l'aiuto di esperti olandesi. Un simile progetto fu iniziato sul finire del XIX secolo ma fu abbandonato dopo una tempesta nel 1872.

### Geografia antropica
Il centro urbano principale dell'isola è Nykøbing Falster che rappresenta il 40% circa dell'intera popolazione. Nel 2012 la popolazione era così suddivisa:

| Nykøbing Falster | 16 394 |
| Nørre Alslev     | 2 384  |
| Stubbekøbing     | 2 304  |
| Nordbyen         | 1 693  |
| Væggerløse       | 1 347  |
| Idestrup         | 1 234  |
| Eskilstrup       | 1 091  |

| Gedser          | 793 |
| Marielyst       | 676 |
| Horbelev        | 595 |
| Orehoved        | 476 |
| Ønslev          | 404 |
| Systofte Skovby | 347 |

| Sønder Vedby Skovhuse | 317 |
| Horreby               | 306 |
| Nykøbing Strandhuse   | 277 |
| Øster Kippinge        | 261 |
| Hasselø Plantage      | 236 |
| Tingsted              | 228 |

### Trasporti e infrastrutture

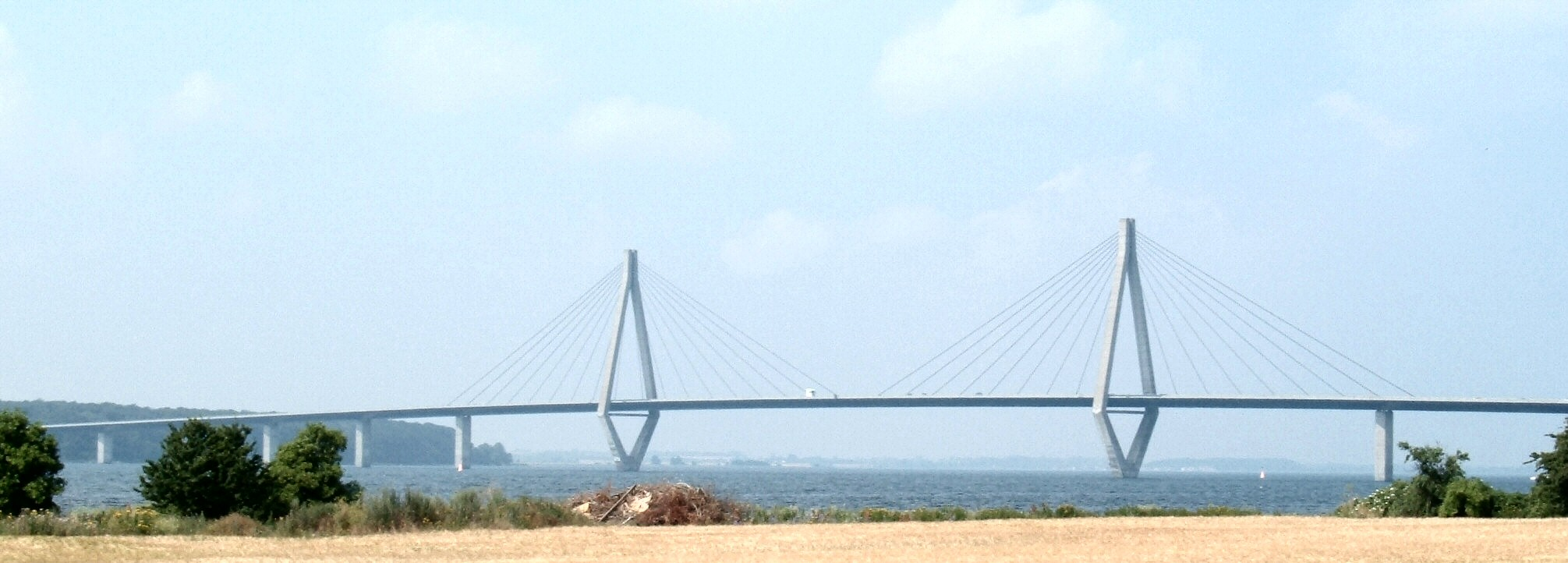
Il ponte Farø Sud, tra Falster e Farø.

Falster è percorsa da est verso nord dalla strada europea E47. A est la strada continua sull'isola di Lolland con un tunnel sotto lo stretto di Guldborgsund; a nord invece è collegata all'isola di Sjælland con i ponti Farø (Farøbroerne). I due ponti (sud e nord) si incontrano sulla piccola isola di Farø, a sua volta collegata con un piccolo ponte con l'isola di Møn.
La strada E55 taglia l'isola da sud a nord condividendo il tratto settentrionale della E47. A sud la strada continua con un collegamento con traghetto tra il porto di Gedser e la città tedesca di Rostock.
Altri due ponti collegano Falster con Lolland: il ponte Federico IX, nei pressi di Nykøbing Falster, e il ponte Guldborgsund, nella parte settentrionale dello stretto omonimo.
Falster è percorsa dalla rete ferroviaria nazionale gestita dalla DSB. Regolari servizi passeggeri collegano la stazione ferroviaria di Nykøbing Falster con Copenaghen e Amburgo (per mezzo di traghetti tra Rødby e Puttgarden). Una linea ferroviaria locale, la Lollandsbanen, collega Nykøbing Falster con Nakskov.
L'isola è inserita nel percorso EV7 ("Itinerario dell'Europa centrale") dell'EuroVelo, un gruppo di itinerari ciclistici europei. Tale percorso, che va da Capo Nord a Malta, toccando l'Italia da nord a sud, è il secondo per lunghezza (6.000 km) fra gli EV.

## Storia

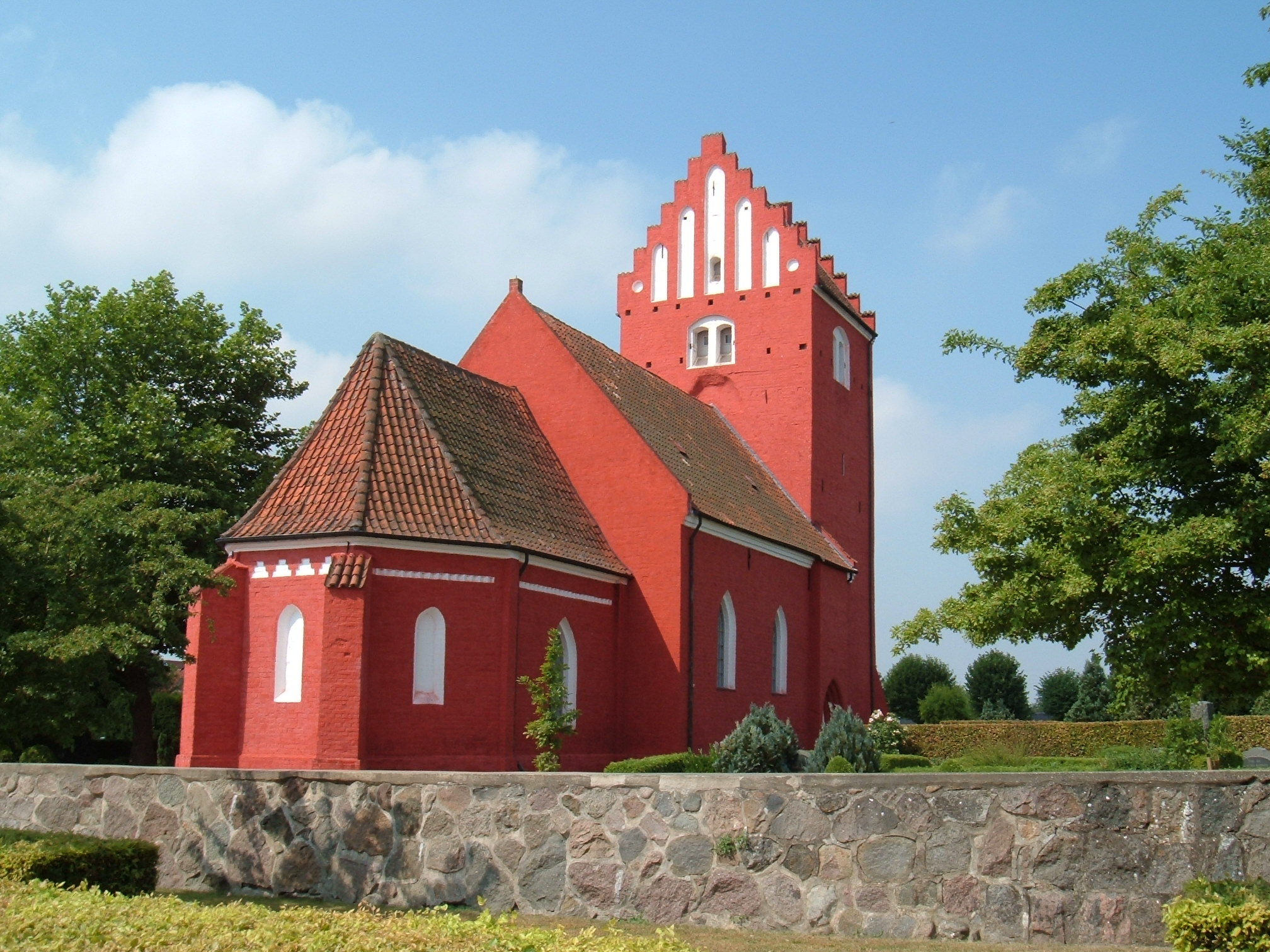
La chiesa di Nørre Alslev, tipica chiesa rossa del nord dell'isola.

A partire dal medioevo fino al 1766, la maggior parte dell'isola di Falster apparteneva al regno di Danimarca. Un censimento del re Valdemaro II del 1231 elenca tutte le parrocchie e la maggior parte dei villaggi. Le due principali cittadine di Falster, Nykøbing e Stubbekøbing, furono entrambe costruite verso la fine del XII secolo.
In epoca medievale l'isola fu profondamente segnata dalle guerre contro i Venedi nel 1158 e contro Lubecca nel 1253. Il censimento del 1509 include infatti solo 90 dei 110 villaggi del 1231; 29 nuovi stanziamenti sorsero tuttavia lungo coste.
Nel XVI secolo, Falster contava un certo numero di fattorie tutte di proprietà della nobiltà locale; tra il 1560 e il 1630, tuttavia, queste furono riacquisite dalla monarchia che riassunse l'isola sotto le proprie proprietà. Falster fu quindi utilizzata come dote per la moglie di Federico III, Sofia Amelia, ma a causa delle alte tasse che ne conseguirono, molte fattorie furono abbandonate.
Falster fu gestita come una tenuta reale dal 1718 al 1766 quando fu venduta all'asta e divisa in 10 grandi fattorie. Queste erano coltivate dai contadini in condizioni di servitù, causando successivamente molte dispute.
I villaggi furono sostituiti da comunità tra il 1778 e il 1814 e gradualmente sostituite da tenute gestite liberamente; questo processo si concluse solo attorno al 1860.
L'isola fu interessata da un significante sviluppo economico dopo il 1880 quando, con la fondazione di latterie e macelli cooperativi, le colture si ridussero alla produzione di foraggio per l'allevamento di bestiame. Si ebbe un significativo aumento delle colture di barbabietola da zucchero che veniva trattata negli stabilimenti di Nykøbing e Stubbekøbing, attivi tra il 1890 e il 1914. Molti lavoratori stagionali, soprattutto donne, dalla Svezia e dalla Polonia venivano a Falster in occasione dei raccolti e molti di loro si fermarono.
Con la costruzione della ferrovia da Orehoved a Nykøbing nel 1872 e i traghetti ferroviari per Masnedø, nel 1884, e Warnemünde, nel 1903, Falster divenne lentamente un importante centro per il traffico della zona. La sua posizione crebbe con la costruzione dei ponti Storstrøm (1937) e Farø (1985).
A partire dal 1975, Falster ha sofferto un'alta disoccupazione a causa delle difficoltà nei settori agricolo e industriale.

## Turismo

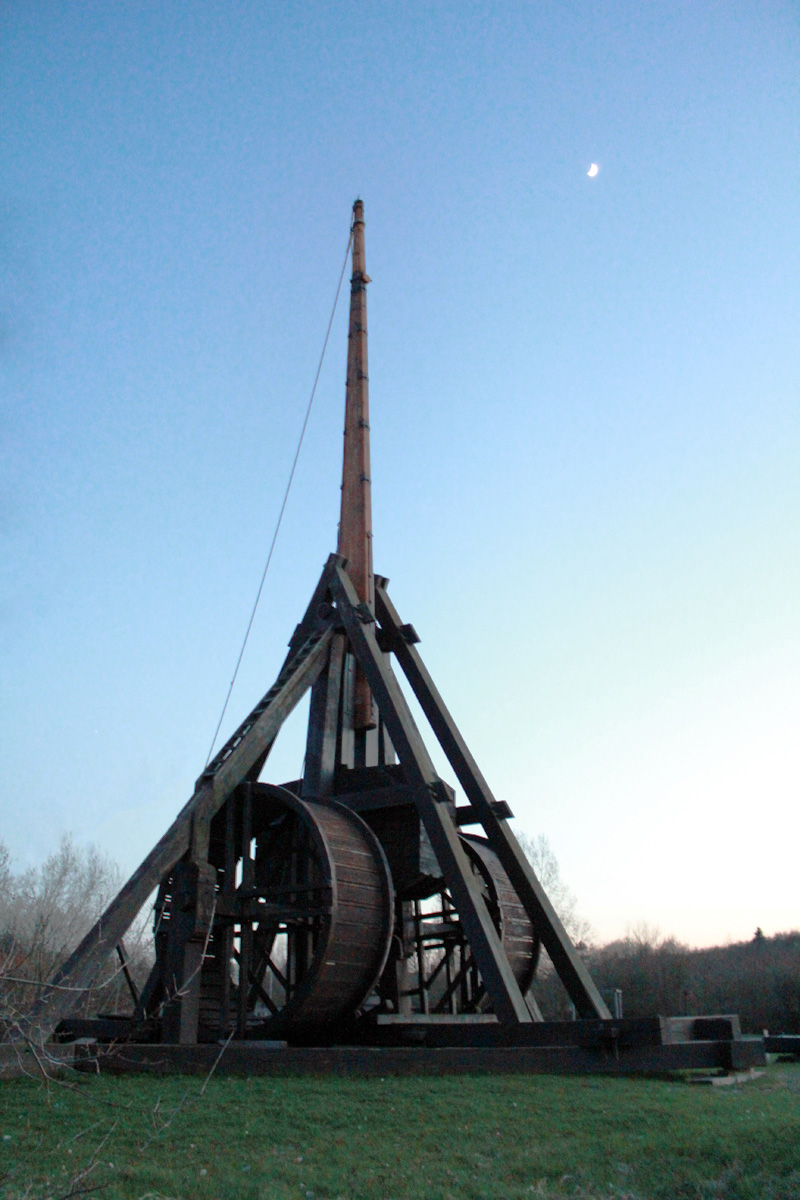
Un trabucco ricostruito al Middelaldercentret.

Falster è rinomata per le sue marine, spiagge e percorsi ciclistici. Una delle principali stazioni balneari è Marielyst sulla costa orientale.
Molto popolari sono anche i numerosi borghi medievali presenti sull'isola, l'abbazia seicentesca (Klosterkirke), e in particolare il Middelaldercentret ("Centro del Medio Evo"), un museo all'aperto che ricostruisce la vita in Danimarca nel tardo XIV secolo.